# Митрополит
Митрополи́т (греч. μητροπολίτης, от μητρόπολις — «столица, резиденция») — первый по древности епископский титул в христианской Церкви. Первоначально титул митрополита носили епископы христианских церквей, резиденции (кафедры) которых находились в главных городах (метрополиях), административных центрах провинций Римской империи.

## В древней Церкви
Первое известное упоминание титула Митрополит содержится в канонах I Вселенского Собора (325), окончательно определившего его место в церковной иерархии.
Под председательством митрополитов проходили Соборы епископов провинции (греч. ἐπαρχία). Непосредственно о них гласит 34-е Апостольское правило: «епископам всякого народа подобает знать первого из них, и признавать его как главу, и ничего превышающего их власть не творить без него». Иоанн Зонара в разъяснениях к этому канону именует первенствующих епископов «архиереями митрополии». То есть митрополит — епископ центра той или иной провинции Римской империи (также Византийской империи).

## В православных церквях
Титул митрополита существует во всех поместных автокефальных православных церквях. Как правило, он даётся епископу, который был избран для управления епархией, имеющей статус митрополии. Иногда титул может дароваться епископу, как награда.
Титул митрополита носят и некоторые предстоятели поместных православных церквей. Это общепризнанные Польская православная церковь («Митрополит Варшавский и всея Польши») и Православная церковь Чешских земель и Словакии («Митрополит Чешских земель и Словакии»), и частично признанные Православная церковь в Америке («Митрополит всей Америки и Канады») и Православная церковь Украины («Митрополит Киевский и всея Украины»). Помимо этого титул митрополита является дополнением к титулам некоторых патриархов. Например Патриарх Сербский обладает ещё и титулом «Митрополит Белградо-Карловацкий», Патриарх Румынский — "Митрополит Мунтенский и Добруджийский, Патриарх Болгарский — «Митрополит Софийский».
В некоторых церквях митрополиты обладают некоторыми отличительными особенностями в облачениях. Например в Русской, Польской, Чехо-Словацкой и Американской церквях митрополиты носят не чёрный клобук, как обычно, а белый с бриллиантовым крестом и голубую мантию, в Грузинской, Румынской и Болгарской — только бриллиантовый крест на клобуке, а облачения митрополитов Константинопольской, Александрийской, Антиохийской, Иерусалимской, Элладской, Кипрской и Албанской церквей вообще не имеют никаких отличий от обычных епископских.

### В Русской православной церкви
В Русской церкви митрополичий титул первоначально — в период иерархической зависимости от Константинопольского престола — присваивался исключительно её предстоятелю — Митрополиту Киевскому и всея Руси.
Киевский митрополит, за единичными исключениями, назначался в Константинополе совместным указом императора и Константинопольского патриарха. Епископы в удельных княжествах пользовались значительной автономией от Киевского митрополита.
Киевская митрополичья кафедра находилась под патронатом великокняжеской власти. В строгом смысле нельзя говорить, однако, о ясных «патронатных отношениях» в силу того, что отсутствовало их чёткое правовое оформление, то есть Великие князья просто оказывали поддержку митрополитам. Стремление к эмансипации церковной власти наметилось только в конце XIV—начале XV веков. Нарушались (как во времена Древней Руси, так и позже) привилегии духовенства: неприкосновенность, исключительная подсудность духовенства Церкви церковным судам, посильная ответственность, свобода духовных лиц от личных и имущественных податей и повинностей. В ведении митрополита находились:
- все «люди церковные»;
- все преступления мирян против церкви и веры, благочиния (в том числе святотатство);
- все дела, относящиеся к браку, правам родителей, споры о наследстве;
- наблюдение за верностью торговых весов и мер.

В 1147 году на Киевскую митрополию без санкции Константинопольского престола был возведён митрополит Климент Смолятич. Это вызвало раскол между Киевской митрополией и епархиями Новгорода, Смоленска, Полоцка и Суздаля. В 1162 году Андрей Боголюбский просил Константинопольского патриарха Луку Хризоверга учредить митрополию во Владимире, однако патриарх князю в этом отказал.
С учреждением Московской патриархии в 1589 году четыре епископские кафедры (Новгородская, Ростовская, Казанская и Крутицкая) были преобразованы в митрополичьи. Но образования (по примеру иных Восточных церквей) митрополичьих округов — митрополий — тогда не произошло. Все правящие епископы Русской церкви по своим административным и судебным правам остались равны. Митрополиты отличались от епископов и архиепископов только преимуществами чести.
Фактически с конца XVIII века вплоть до восстановления патриаршества в конце 1917 года в Российской империи были только три епархии, епископы которых обычно носили митрополичий сан, — Санкт-Петербургская, Киевская и Московская (с 1818 года). С 1852 года титул митрополита Литовского и Виленского жаловался епископам Вильны (первый митрополит Литовский и Виленский — высокопреосвященный Иосиф (Семашко), в настоящее время Вильнюсские митрополиты носят титул митрополит Виленский и Литовский).
Вскоре после избрания Патриарха в ноябре 1917 года, в сан митрополитов были возведены архиепископы Антоний (Храповицкий), Кирилл (Смирнов), Арсений (Стадницкий). В советское время сан митрополита превратился в личную награду и даже появились митрополиты на должности викарного архиерея.
Согласно действующему «Положению о наградах Русской Православной Церкви» от 2017 года (§ 2.2.1): «Митрополит — это архиепископ главного города митрополии и митрополит области. Архиепископ — епархиальный архиерей города и области, не входящих в митрополию.» При этом, митрополия трактуется согласно принятому в 2011 году «Положению о Митрополиях Русской Православной Церкви» — как область, «включающая в себя две или более епархии».
Титул митрополита носят также некоторые архиереи епархий Русской православной церкви, расположенных за пределами Российской Федерации, в том числе главы самоуправляемых церквей и митрополичьих округов.

## В Римско-католической церкви
В латинском обряде Католической церкви митрополитом называется глава церковной провинции, состоящей из епархий и архиепископий. Митрополит обязательно должен быть архиепископом, а центр митрополии должен совпадать с центром архиепископии. Напротив, существуют архиепископы, не являющиеся митрополитами — это архиепископы-суффраганы, а также титулярные архиепископы. Суффраганные епископы и архиепископы возглавляют свои диоцезы, входящие в митрополию. Каждый из них обладает прямой и полной юрисдикцией над своим диоцезом, однако митрополит может осуществлять ограниченный надзор над ним в соответствии с каноническим правом.
Митрополит обычно возглавляет любые богослужения на территории митрополии, в которых участвует, а также возглавляет хиротонии новых епископов. Митрополит — первая инстанция, к которой могут апеллировать епархиальные суды. Митрополит имеет право назначить администратора епархии в тех случаях, когда после кончины правящего епископа церковь не в состоянии осуществить законное избрание администратора.
Три латинских митрополита исторически носят титул патриарха — это патриархи Венеции, Лиссабона и Иерусалима.
В восточнокатолических церквях термин «митрополит» употребляется в том же смысле, что и в православных церквах.